# Bandera de Siberia
La bandera de Siberia es una bandera sin un estado oficial. Representa el simbolismo de la región siberiana y se usa en las banderas de algunas unidades administrativas de la región, así como en una serie de movimientos políticos y organizaciones que se adhieren no solo a puntos de vista autonomistas sino también separatistas. Por ejemplo, está presente en los emblemas de la Asociación Interregional del llamado «Acuerdo de Siberia».

## Descripción de la bandera
La bandera es un panel de flores blancas y verdes. También existen variantes horizontales y diagonales de la bandera, las formas de colocar las partes blanca y verde desde abajo y desde arriba varían. La bandera puede acomodar varios emblemas y elementos. Por ejemplo, uno de los proyectos prevé la ubicación de varias estrellas de cinco puntas que simbolizan las regiones de Siberia (como la bandera de EE. UU. y algunas otras).

## Historia
Los primeros símbolos, de los que se deriva la tradición de los símbolos modernos de Siberia, se encuentran en los sellos (tamghas) del Khan Ediger en los contratos con Iván el Terrible. Aquí, en diferentes versiones, se representan dos sables, que sostienen en un caso una flecha apuntando hacia abajo, en otro, se paran debajo de un árbol. El mismo par de sables fue utilizado más tarde como el emblema del reino de Siberia en Rusia, el escudo del emblema de Siberia fue colocado en una de las alas del águila bicéfala en el emblema del Imperio ruso. Los colores de los símbolos del kanato de Siberia no se conocen con certeza, ya que los sellos no se han llegado a representar en el sellado de cera.

### SigloXIX
Una bandera verde-blanca con dos tiras horizontales iguales apareció por primera vez en el año 1853, como una bandera de la comunidad estudiantil de Siberia de la Universidad de Kazán, cuyo fundador y líder fue GN Potanin.
Más tarde, en los años 80 del siglo XIX en las calcomanías se utilizaron los colores blanco y verde durante la primera noche en favor de los estudiantes de Siberia en el círculo de San Petersburgo N. Yadrintsev.

### 1917-1918
El 5 de agosto de 1917, se celebró la Conferencia de Organizaciones Sociales de Siberia, convocada por los funcionarios regionales. En este foro, la bandera con la siguiente descripción fue aprobada por unanimidad diciendo:

La bandera nacional de Siberia es una combinación de dos colores: blanco y verde. El color blanco significa la nieve siberiana, el verde la taiga de Siberia. En forma, la bandera es un rectángulo que divide la diagonal que conecta la esquina superior izquierda con la esquina inferior derecha en dos partes, la parte superior es verde y la inferior blanca".

En diciembre del año 1917, se convocó el extraordinario Congreso Regional de Siberia, que proclamó la creación de una "autoridad regional autónoma" en Siberia y confirmó la decisión de la Conferencia de Organizaciones Sociales sobre la Bandera de Siberia.
28 de enero de 1918 fue elegido el gobierno de Siberia, que actuaba en nombre de la organización con muchos antibolcheviques militares y políticos, que habló durante el levantamiento de mayo bajo la bandera verde-blanca en junio de 1918.
La misma bandera se levantó en edificios estatales, y también se convirtió en la bandera del Ejército de Siberia, Alexei Grishin-Almazov , Anatoly Pepelyaev , Pavel Ivanov-Rinov y otros (con la cruz de oro puesta).
El 26 de mayo de 1918 en Novonikolaevsk comenzó una actuación armada del Cuerpo checoslovaco y el escuadrón socialista-revolucionario local. Los vendajes blancos y verdes se convirtieron en un signo de identificación de los participantes en el levantamiento. El atractivo de Occidente siberiano Comisariado de gobierno declaró que "de acuerdo con la decisión del congreso regional de emergencia siberiano ajusta los colores de la bandera blanca y verde de la Siberia Autónoma - El emblema de la nieve y los bosques de Siberia".
El simbolismo blanco-verde se usó como bandera de unidades militares, galones y escarapelas. En la sala de reuniones de la Duma Regional de Siberia se colgó una pancarta blanca y verde con la inscripción "A través de la Siberia autónoma para el renacimiento de la Rusia libre", y para los diputados, se hicieron 207 insignias blancas y verdes.

Bandera del Gobierno provisional siberiano

El carácter oficial de la bandera de Siberia fue reconocido por el Gobierno provisional siberiano, movido por el tiempo a Vladivostok. La decisión tomada el 30 de julio de 1918, firmada por el presidente del Consejo de Ministros PY Derbera y el Secretario de Estado interino, EV Zakharov dijo: "Aprobar la publicación de la forma de la bandera de Siberia, adoptada por la Conferencia de las organizaciones no gubernamentales de Tomsk en Siberia el 5 de agosto de, 1917 (blanco-verde), y junto con el colgante bandera permisible siberiano y la bandera triestímulo a nivel nacional".
El 3 de noviembre de 1918, el Gobierno Provisional de Siberia dejó de existir. Sin embargo, el simbolismo blanco-verde continuó usándose. Por ejemplo, el 27 de junio de 1919, el Gobernante Supremo de Rusia, AV Kolchak, estableció la Orden de la Liberación de Siberia. La Orden era una cruz verde que se usaría en cintas "sobre dos tiras, una blanca y otra verde" . También hasta la gran campaña de Siberia de comienzos de 1920 en algunas unidades militares se conservaban pancartas y escarapelas siberianas en sus instancias.

## Galería

Bandera del Gobierno provisional siberiano (1918)
Escudo de la región de Tomsk
Bandera de Novosibirsk
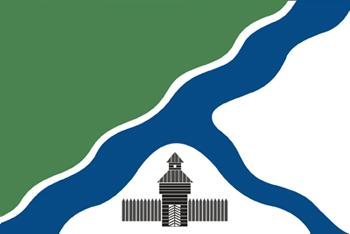
Bandera de Berdsk
Bandera de Karasuk
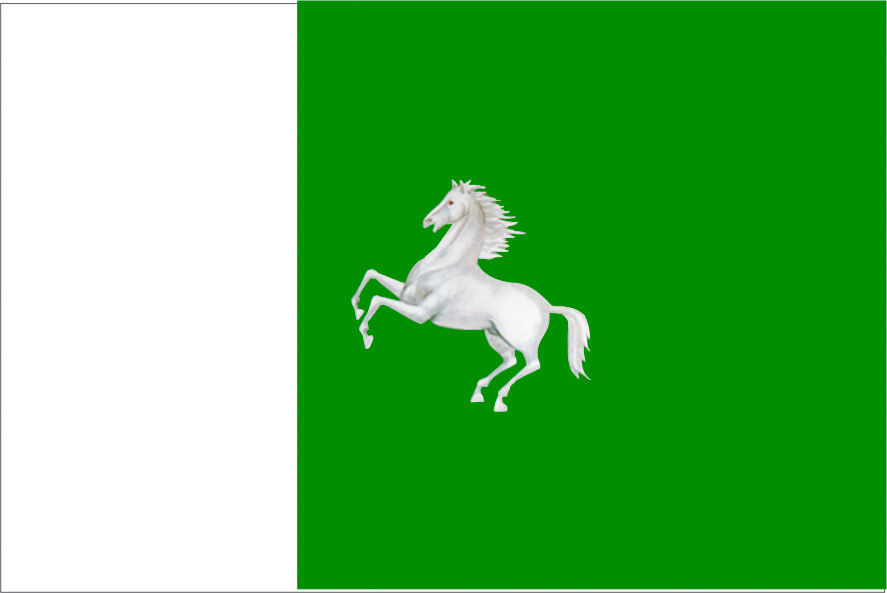
Bandera de Tomsk
Bandera de la formación municipal de Bolsheloug en el distrito de Shelekhov de la región de Irkutsk
Bandera de Kurgán
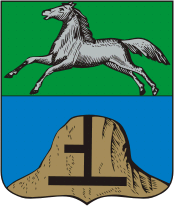
Escudo de Biysk
Escudo de armas de Barnaul
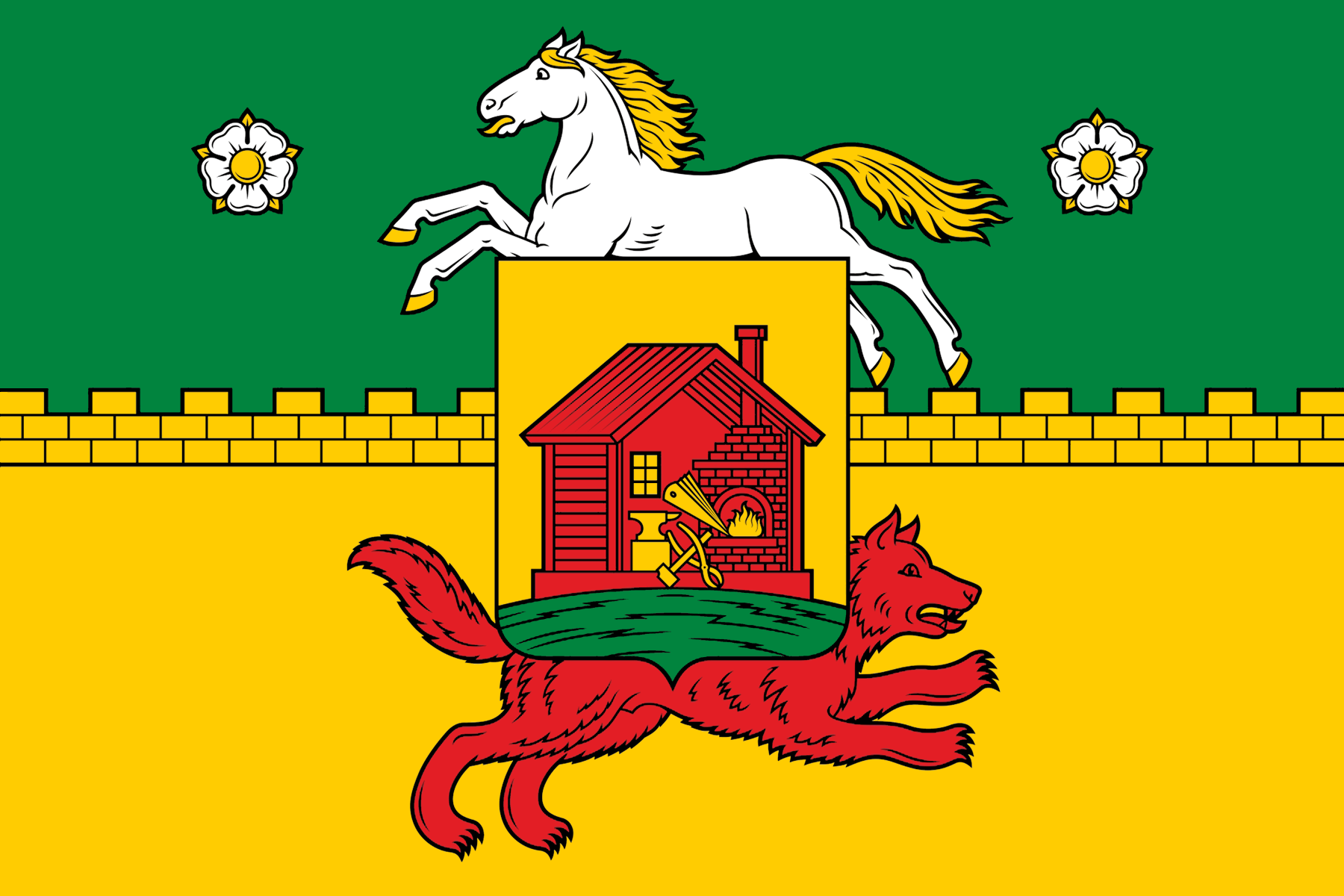
Bandera de Novokuznetsk